# Café De Unie

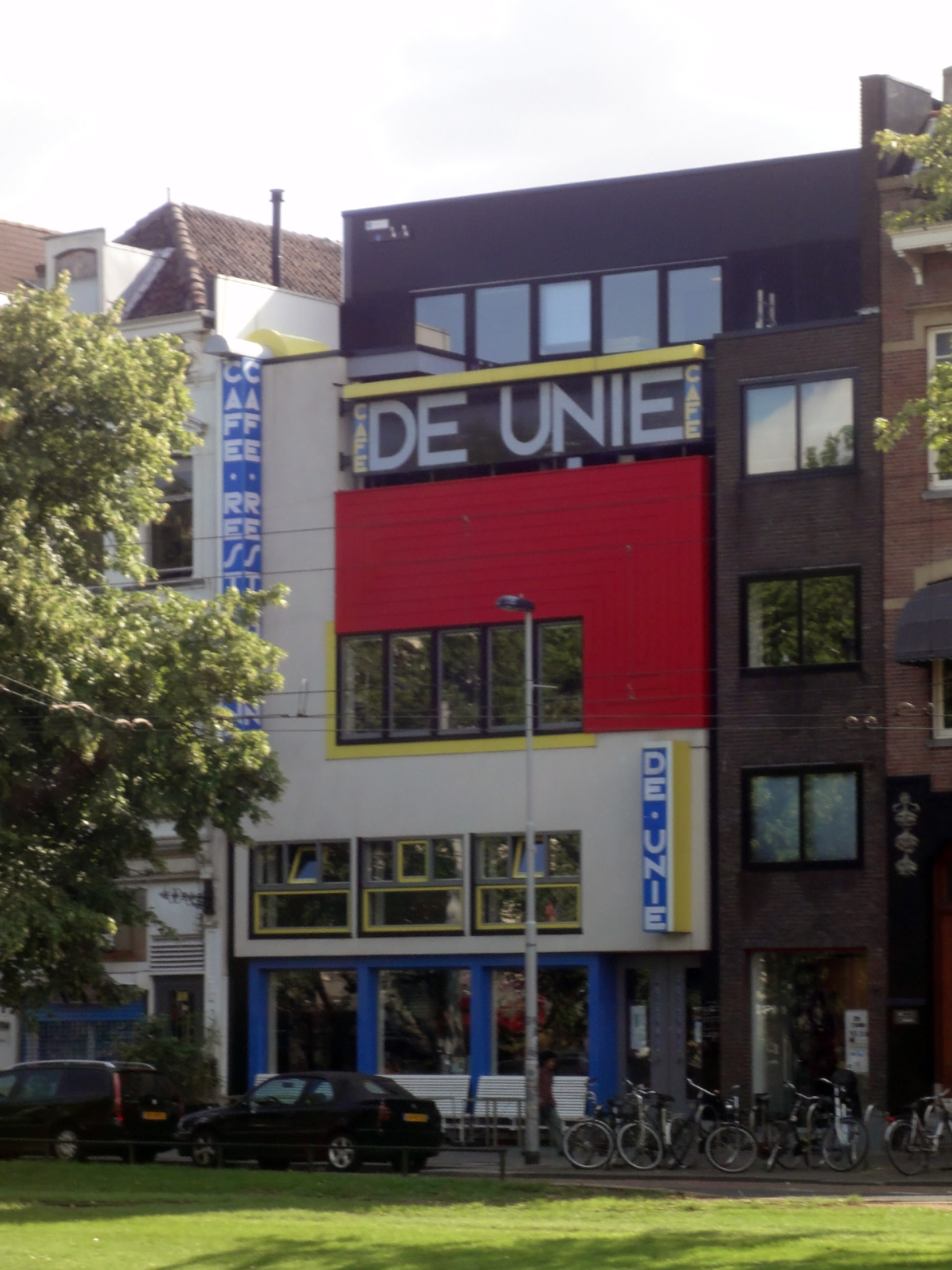
Café de Unie tras la reconstrucción de 1986

El Café de Unie es un edificio situado en Róterdam diseñado por el arquitecto Jacobus Johannes Pieter Oud en el año 1925.
Originariamente, el proyecto fue pensado para rellenar, de forma temporal, un terreno baldío entre dos edificios construidos en el siglo XIX siguiendo los cánones estéticos de la época. El lugar sobre el que se iba a alzar el edificio se situaba en Calandplein. El propietario contactó con Oud para que fuese éste el encargado de desarrollar la propuesta. A pesar de ser planteado como temporal, acabó por quedarse como permanente, pero fue destruido durante el bombardeo de la ciudad el 14 de mayo de 1940.
Estéticamente, aunque en 1925 Oud ya no pertenecía al grupo De Stijl, en el edificio se aprecian los rasgos característicos de este movimiento. Así, en la fachada se aprecian composiciones de rectángulos de colores primarios y el uso del yeso blanco. Esta fachada ha sido comparada en muchas ocasiones con las composiciones asimétricas elaboradas en la década de 1920 por Piet Mondrian. De igual modo, ésta cuenta con propiedades tridimensionales, siendo tratada como un plano con relieves, dotando de un valor artístico a todos los elementos que la componen. El letrero de neón está dispuesto de manera que sea visible desde varios puntos de vista.
En 1986 se construyó, partiendo del original, un nuevo Café de Unie en Mauritsweg, a unos 500 metros de donde se encontraba originalmente, en una parte del centro que se libró del bombardeo. Este edificio fue diseñado por el arquitecto Carel Weeber como réplica de la fachada original de Oud. En la planta baja se encuentra una cafetería-restaurante con un pequeño teatro atrás, la cual fue rediseñada por Peter Hopman en 2010, quien se basó en una silla diseñada por J.J.P. Oud en 1934.